# Robert Fouré
Robert Fouré, né le 29 septembre 1885 à Tours et mort en déportation le 7 avril 1945 à Dora, est un chef militaire de Libération-Nord.

## Biographie
Robert Fouré est né le 29 septembre 1885 à Tours en Indre-et-Loire,,.

### Seconde Guerre mondiale
Robert Fouré se trouve à Bizerte lorsque la Seconde Guerre mondiale éclate. Il est adjoint au préfet maritime et commandant de la subdivision de Tunis.
Avec l'Armistice du 22 juin 1940, le colonel Robert Fouré est mis à la retraite et rentre à Paris.

### Déportation
La Gestapo en avril 1943 vient à son domicile au numéro 128 de la rue de Rennes dans le 6e arrondissement de Paris pour l'arrêter.

## Décorations
- Officier de la Légion d'honneur
- Croix de Guerre 1914-1918 avec deux palmes et une étoile
- Médaille de la Résistance avec rosette